# 管道工乔
管道工乔（英語：Joe the Plumber，1973年12月3日—2023年8月27日）本名塞缪尔·约瑟夫·沃泽尔巴彻（英語：Samuel Joseph Wurzelbacher），曾在美国俄亥俄州受僱於管道公司。美國保守派政論名嘴。
他因为在2008年向当时正在竞选美国总统的民主党候选人巴拉克·奥巴马提问而进入公众视角，他在与奥巴马交谈后，使他成為全國的焦點。公开成为美国共和党的支持者，为約翰·麦凯恩竞选阵营进行宣传和打气，在大选结束后他则转向包括评论员和报道员在内的其他职业中。随着沃泽尔巴彻与奥巴马的交谈被媒体广泛报道，“管道工乔”这一用于描述他的社会地位的幽默性词汇亦逐渐成为美国中产阶级的代名词，在此后的总统竞选辩论中被双方候选阵营都有提及。

## 偶遇奥巴马
2008年10月12日，正在竞选美国总统的巴拉克·奥巴马来到沃泽尔巴彻的住所附近为自己拉票，当时正在与儿子在自家前院踢足球的沃泽尔巴彻闻讯，便前往向奥巴马提问。他问道：“我准备购买一间每年收入介乎25万至28万美元的公司，你的税收计划是否会增加我的税款吗？”听到问题后，奥巴马向沃泽尔巴彻解释自己的税收计划会如何影响到小型企業。他承认自己的税收计划会增加收入较多來自的企業的税款，不过他也称这样是为了保证每个人的公平，“向每个人传播财富”。
奥巴马的这个回答显然不能让沃泽尔巴彻完全满意。10月15日的第三次总统竞选辩论中麦凯恩与奥巴马双方都围绕沃泽尔巴彻这一情况展开辩论，推销自己的经济计划，这使得沃泽尔巴彻得到了不少媒体的关注。在这场辩论结束后，有人问沃泽尔巴彻他会在竞选中投票给谁，但他在此时并没有公开自己的倾向，只是说自己对于奥巴马的政策有顾虑，认为奥巴马的税收计划有很强的社会主义倾向。
对于这种想法，奥巴马的副手乔·拜登回应说，实际上98％的小型企業每年賺取不超过25万美元的收入，所以绝大多数的小型生意者是不会因奥巴马的税收计划而需要多交钱的。不过另一阵营的麦凯恩则称奥巴马政策之下，作为蓝领代表的沃泽尔巴彻需要付更多的税款。

## 逝世
管道工乔於2023年被診斷有胰臟癌，並於同年8月27日病逝。